# Nicéforo Calisto Xantópulo

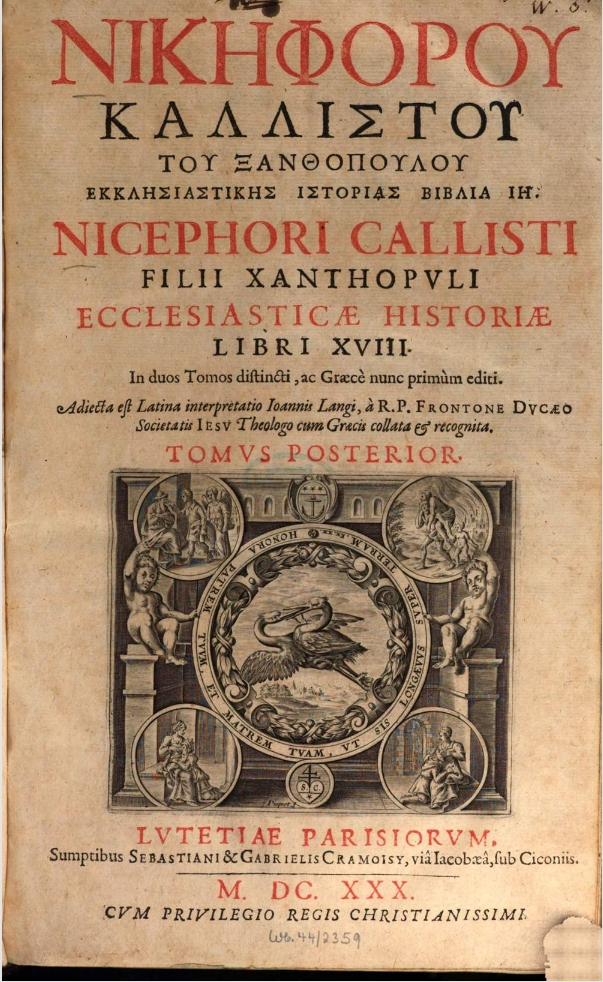
Uma cópia de Historia Ecclesiastica, publicada em 1630

Nicéforo Calisto Xantópulo (em grego:  Νικηφόρος Κάλλιστος Ξανθόπουλος, transl. Nikephoros Kallistos Xanthopoulos, latinizado para Nicephorus Callistus Xanthopulus), de Constantinopla, o último dos historiadores eclesiásticos gregos, desenvolveu a sua actividade, cerca do ano de 1320.

## Historia Ecclesiastica
A sua Historia Ecclesiastica, em dezoito livros, narra acontecimentos desde o ano de 610. Para os quatro primeiros séculos, este autor dependeu largamente dos seus predecessores, Eusébio de Cesareia, Sócrates Escolástico, Sozomeno, Teodoreto e Evágrio Escolástico, tendo acrescentado informações demonstrando fraca capacidade crítica. O período final dos seus trabalhos, baseado em documentos que já não existem atualmente e a que tinha livre acesso, ainda que continuem a apresentar falhas, é de maior importância para os historiadores atuais.
Também existe um índice de conteúdos de outros cinco livros, continuando a história da morte de Leão VI, o Sábio em 911, mas subsistem dúvidas se os livros alguma vez chegaram a ser escritos. Alguns académicos modernos são de opinião que Nicéforo se apropriou do trabalho de outro autor desconhecido do século X. Apesar das muitas fábulas e superstições que aparecem nos seus trabalhos, estes dão a conhecer factos que, de outro outro modo, não chegariam até nós. Deu, contudo, pouca atenção à história da Igreja Católica.
Apenas um manuscrito da sua História é conhecido; foi roubado por um soldado turco da biblioteca de Buda durante o reinado de Matias Corvino da Hungria e levado para Constantinopla, onde foi comprado por um cristão, indo parar, posteriormente, à Biblioteca Imperial de Viena.
Nicéforo foi também o autor de listas de imperadores e patriarcas de Constantinopla, de um poema sobre a conquista de Jerusalém, e uma sinopse das Escrituras, tudo em  poesia jâmbica; e comentários sobre poemas litúrgicos.